# 长津号导弹巡洋舰
长津号导弹巡洋舰（USS Chosin CG-65），是一艘隶属美国海军的提康德罗加级导弹巡洋舰。该舰于1991年入役，以长津湖战役命名，这是首艘使用“长津”命名的美国舰艇，绰号“战龙”（War Dragon）。

## 建造和服役
本舰由英戈尔斯造船厂建造，于1988年7月22日安放龙骨，1989年9月1日下水。1989年10月，长津湖战役时任美国第七海军陆战团一营营长的雷蒙德·G·戴维斯为该舰命名。本舰于1991年1月12日服役，加入美國太平洋艦隊，母港为珍珠港。

## 舰徽
舰徽中包含着纪念长津湖战役的元素。
盾徽背景色为红色和浅蓝交错，象征着朝鲜战争中南北两方的冲突。此外红色也代表勇气和流血，金色代表卓越奉献和崇高理想。盾徽中央插着两把剑，分别为美国海军和海军陆战队的军官剑。盾徽中光芒象征着战斗的火焰和長津湖地区寒冷的环境。
舰徽上方喷火的半身龙，代表着来自中国的威胁。三叉戟象征海军力量。下方写有拉丁语座右铭“不可战胜”（Invictus）。

## 服役历史
1992年8月10日，该舰离开珍珠港，随遊騎兵號航空母艦（CV-61）战斗群进行首次部署。
2000年代，先后为南方守望行动、持久自由军事行动、伊拉克战争提供支援。
2008年，被海军检查调查委员会INSURV认定为“不适合持续作战”。进入珍珠港维修，于同年8月重新启航执行任务。
2009年，其向位于也门的疑似基地组织基地发射了战斧导弹。
其参加了2010年、2012年和2014年的環太平洋軍事演習。
2016年，在服役25年后，其将母港从珍珠港移到圣迭戈海军基地，以进行现代化改造。
2020年，其将母港移到华盛顿州埃弗雷特海军基地，以在其干船坞继续进行巡洋舰现代化计划。